# Język tomadino
Język tomadino – język austronezyjski używany w prowincji Celebes Środkowy w Indonezji. Według danych z 1999 roku posługuje się nim 600 osób.
Jego użytkownicy zamieszkują wieś Sakita na wschodnim wybrzeżu Sulawesi. Jest blisko spokrewniony z językiem mori atas (społeczność musiała wyemigrować z obszaru tego języka). Znalazł się pod wpływem języka bungku, który dominuje w regionie. Bungku często służy jako język ojczysty. Jest silnie zagrożony wymarciem.
Istnienie tego języka odnotowano dopiero w latach 90. XX w.